# Siikaisjärvi
Siikaisjärvi är en sjö i Finland. Den ligger i kommunen Siikais i landskapet Satakunta, i den sydvästra delen av landet, 250 km nordväst om huvudstaden Helsingfors. Siikaisjärvi ligger 42,4 meter över havet. Den är 4,98 meter djup. Arean är 4,76 kvadratkilometer och strandlinjen är 30,8 kilometer lång. Sjön  ingår i Karvia å huvudavrinningsområde.   I omgivningarna runt Siikaisjärvi växer i huvudsak blandskog.
I övrigt finns följande i Siikaisjärvi:
- Heinäkallio (en ö)
- Korppisaari (en ö)
- Heinäkari (en ö)
- Lehtisaari (en ö)
- Kirrikivi (en ö)
- Pikku Silakkaluoto (en ö)
- Iso Silakkaluoto (en ö)
- Maijaluoto (en ö)

Följande samhällen ligger vid Siikaisjärvi:
- Siikais (1 917 invånare)

I övrigt finns följande vid Siikaisjärvi:
- Luodeslahti (en sjö)